# Miriam Oremans
Maria Johanna Martina (Miriam) Oremans (Berlicum, 9 september 1972) is een voormalig tennisspeelster uit Nederland. Haar hoogste ranglijstpositie in het enkelspel was de 25e plaats (juli 1993).

## Loopbaan
Oremans wist geen titel in het enkelspel te behalen op de WTA-tour, maar zij stond wel vijfmaal in een finale. Op het WTA-toernooi van Rosmalen bereikte zij zowel in 1997 als 1998 de finale, maar die verloor zij respectievelijk van Ruxandra Dragomir en Julie Halard-Decugis. Haar beste resultaat op de grandslamtoernooien is tweemaal een plek in de vierde ronde op Wimbledon, eenmaal in 1993 en eenmaal in 1998. In het enkelspel behaalde zij haar beste resultaten op gras.
In het dubbelspel behaalde Oremans drie titels. In 1992 won zij met landgenote Monique Kiene de titel in Linz. Haar beide andere titels behaalde zij met de Belgische Sabine Appelmans in 1998 op de toernooien van Parijs en Rosmalen. Haar beste resultaat in het vrouwendubbelspel op de grandslamtoernooien is een plek in de halve finale op Wimbledon 1997, ook al met Appelmans aan haar zijde. In het gemengd dubbelspel bereikte zij in 1992 de finale van Wimbledon, samen met Jacco Eltingh.
Oremans won met Kristie Boogert een zilveren medaille tijdens de Olympische Zomerspelen van 2000 in Sydney. Het goud ging naar de Amerikaanse zusjes Venus en Serena Williams.
In 2002 stopte Oremans als professioneel tennisspeelster.
In de periode 1992–2003 maakte Oremans deel uit van het Nederlandse Fed Cup-team – zij vergaarde daar een winst/verlies-balans van 35–27. In 1997 bereikte zij de finale, die het Nederlandse team verloor van Frankrijk.

## Posities op deWTA-ranglijst
Positie per einde seizoen:
| jaar | rang enkelspel | rang dubbelspel |
| ---- | -------------- | --------------- |
| 1989 | 343            | 503             |
| 1990 | 190            | 267             |
| 1991 | 148            | 725             |
| 1992 | 130            | 91              |
| 1993 | 31             | 84              |
| 1994 | 47             | 56              |
| 1995 | 42             | 70              |
| 1996 | 46             | 32              |
| 1997 | 47             | 29              |
| 1998 | 58             | 31              |
| 1999 | 100            | 82              |
| 2000 | 64             | 45              |
| 2001 | 85             | 52              |
| 2002 | 124            | 49              |

## Palmares
| Legenda                |
| ---------------------- |
| Grandslamtoernooi      |
| Olympische Spelen      |
| Year-End Championships |
| Tier I                 |
| Tier II                |
| Tier III               |
| Tier IV & V            |

### WTA-finaleplaatsen enkelspel
| nr.              | finale     | toernooi       | ondergrond    | tegenstandster       | score         |         |
| ---------------- | ---------- | -------------- | ------------- | -------------------- | ------------- | ------- |
| gewonnen finales |            |                |               |                      |               |         |
| geen             |            |                |               |                      |               |         |
| verloren finales |            |                |               |                      |               |         |
| 1.               | 1993-06-19 | WTA Eastbourne | gras          | Martina Navrátilová  | 6-2, 2-6, 3-6 | details |
| 2.               | 1997-06-22 | WTA Rosmalen   | gras          | Ruxandra Dragomir    | 7-5, 2-6, 4-6 | details |
| 3.               | 1998-06-20 | WTA Rosmalen   | gras          | Julie Halard-Decugis | 3-6, 4-6      | details |
| 4.               | 2000-10-29 | WTA Bratislava | hardcourt (i) | Dája Bedáňová        | 1-6, 7-5, 3-6 | details |
| 5.               | 2001-06-17 | WTA Birmingham | gras          | Nathalie Tauziat     | 3-6, 5-7      | details |

### WTA-finaleplaatsen vrouwendubbelspel
| nr.              | finale     | toernooi                 | ondergrond | partner          | tegenstandsters                          | score         |         |
| ---------------- | ---------- | ------------------------ | ---------- | ---------------- | ---------------------------------------- | ------------- | ------- |
| gewonnen finales |            |                          |            |                  |                                          |               |         |
| 1.               | 1992-02-16 | WTA Linz                 | tapijt (i) | Monique Kiene    | Claudia Porwik Raffaella Reggi-Concato   | 6-4, 6-2      | details |
| 2.               | 1998-02-15 | WTA Parijs               | tapijt (i) | Sabine Appelmans | Anna Koernikova Larisa Neiland           | 1-6, 6-3, 7-6 | details |
| 3.               | 1998-06-20 | WTA Rosmalen             | gras       | Sabine Appelmans | Cătălina Cristea Eva Melicharová         | 6-7, 7-6 7-6  | details |
| verloren finales |            |                          |            |                  |                                          |               |         |
| 1.               | 1995-05-28 | WTA Straatsburg          | gravel     | Sabine Appelmans | Lindsay Davenport Mary Joe Fernandez     | 2-6, 3-6      | details |
| 2.               | 1996-05-25 | WTA Madrid               | gravel     | Sabine Appelmans | Jana Novotná Arantxa Sánchez Vicario     | 6-7, 2-6      | details |
| 3.               | 1996-01-06 | WTA Leipzig              | tapijt (i) | Sabine Appelmans | Kristie Boogert Nathalie Tauziat         | 4-6, 4-6      | details |
| 4.               | 1997-03-29 | WTA Key Biscayne         | hardcourt  | Sabine Appelmans | Arantxa Sánchez Vicario Natallja Zverava | 4-6, 2-6      | details |
| 5.               | 2000-09-28 | Olympische Spelen Sydney | hardcourt  | Kristie Boogert  | Venus Williams Serena Williams           | 1-6, 1-6      | details |
| 6.               | 2001-02-18 | WTA Doha                 | hardcourt  | Kristie Boogert  | Sandrine Testud Roberta Vinci            | 5-7 6-7       | details |
| 7.               | 2001-05-19 | WTA Antwerpen            | gravel     | Kristie Boogert  | Els Callens Virginia Ruano Pascual       | 3-6, 6-3, 4-6 | details |
| 8.               | 2001-06-23 | WTA Rosmalen             | gras       | Kim Clijsters    | Ruxandra Dragomir Nadja Petrova          | 6-7, 7-6 4-6  | details |
| 9.               | 2002-01-05 | WTA Gold Coast           | hardcourt  | Åsa Carlsson     | Justine Henin Meghann Shaughnessy        | 1-6, 6-7      | details |

### Finaleplaatsen gemengd dubbelspel
| nr.              | finale     | toernooi  | ondergrond | partner       | tegenstanders            | score    |         |
| ---------------- | ---------- | --------- | ---------- | ------------- | ------------------------ | -------- | ------- |
| gewonnen finales |            |           |            |               |                          |          |         |
| geen             |            |           |            |               |                          |          |         |
| verloren finales |            |           |            |               |                          |          |         |
| 1.               | 1992-07-06 | Wimbledon | gras       | Jacco Eltingh | Larisa Neiland Cyril Suk | 6-7, 2-6 | details |

## Resultaten grandslamtoernooien
| Legenda | Legenda                          |
| ------- | -------------------------------- |
| g.t.    | geen toernooi gehouden           |
| l.c.    | lagere categorie                 |
| –       | niet deelgenomen                 |
| G       | uitgeschakeld in de groepsfase   |
| 1R      | uitgeschakeld in de eerste ronde |
| 2R      | uitgeschakeld in de tweede ronde |
| 3R      | uitgeschakeld in de derde ronde  |
| 4R      | uitgeschakeld in de vierde ronde |
| KF      | uitgeschakeld in de kwartfinale  |
| HF      | uitgeschakeld in de halve finale |
| F       | de finale verloren               |
| W       | het toernooi gewonnen            |
| w-v     | winst/verlies-balans             |

### Enkelspel
| Toernooi        | 1990 | 1991 | 1992 | 1993 | 1994 | 1995 | 1996 | 1997 | 1998 | 1999 | 2000 | 2001 | 2002 |
| --------------- | ---- | ---- | ---- | ---- | ---- | ---- | ---- | ---- | ---- | ---- | ---- | ---- | ---- |
| Australian Open | –    | 1R   | –    | 3R   | 1R   | 2R   | 1R   | 1R   | 2R   | 1R   | 3R   | 2R   | 1R   |
| Roland Garros   | –    | –    | –    | 2R   | 3R   | 2R   | 3R   | 1R   | 2R   | 1R   | 2R   | 1R   | 1R   |
| Wimbledon       | –    | 1R   | 1R   | 4R   | 1R   | 3R   | 2R   | 1R   | 4R   | 1R   | 3R   | 1R   | 3R   |
| US Open         | 2R   | –    | –    | 1R   | 1R   | 1R   | 2R   | 3R   | 1R   | 1R   | 2R   | 2R   | 1R   |

### Vrouwendubbelspel
| Toernooi        | 1992 | 1993 | 1994 | 1995 | 1996 | 1997 | 1998 | 1999 | 2000 | 2001 | 2002 |
| --------------- | ---- | ---- | ---- | ---- | ---- | ---- | ---- | ---- | ---- | ---- | ---- |
| Australian Open | –    | 2R   | –    | 1R   | 2R   | 2R   | 3R   | 3R   | 1R   | 3R   | 3R   |
| Roland Garros   | 2R   | 2R   | 2R   | 1R   | 1R   | 1R   | 2R   | 1R   | 1R   | 1R   | 2R   |
| Wimbledon       | 1R   | 3R   | 1R   | 3R   | 2R   | HF   | 1R   | 1R   | KF   | 2R   | 2R   |
| US Open         | 2R   | 2R   | 2R   | 1R   | 2R   | 1R   | 1R   | 1R   | 1R   | 1R   | 2R   |

### Gemengd dubbelspel
| toernooi        | 1992 | 1993 | 1994 | 1995 | 1996 | 1997 | 1998 | 1999 | 2000 | 2001 | 2002 |
| --------------- | ---- | ---- | ---- | ---- | ---- | ---- | ---- | ---- | ---- | ---- | ---- |
| Australian Open | –    | –    | –    | 1R   | –    | 2R   | 1R   | KF   | 1R   | –    | 2R   |
| Roland Garros   | 2R   | 1R   | –    | 2R   | 1R   | KF   | 2R   | 2R   | 2R   | –    | –    |
| Wimbledon       | F    | 2R   | 1R   | 1R   | 2R   | 1R   | 1R   | 2R   | 2R   | 3R   | 2R   |
| US Open         | –    | –    | –    | 2R   | –    | 1R   | 1R   | –    | –    | –    | –    |